# 好睡好起
《好睡好起》（英語：Sleep Right, Sleep Tight）是香港電視廣播有限公司製作資訊節目，以睡眠為主題﹐由方東昇、黃曉瑩、李曉欣主持，本節目由香港時間2023年5月25日起，逢星期四至五22:30－23:05在翡翠台播放。
由於黃靖婷在2023年初轉職至now新聞台，所以主持人比先前的《尋人記》及《尋人記II》少了一人。

## 每集內容
| 集數 | 播映日期 | 主題       |
| ---- | -------- | ---------- |
| 01   | 5月25日  | 鼾戰       |
| 02   | 5月26日  | 睡眠負債   |
| 03   | 6月1日   | 午睡有罪？ |
| 04   | 6月2日   | 睡眠狂熱   |
| 05   | 6月8日   | 不睡公主   |
| 06   | 6月9日   | 與敵同眠   |
| 07   | 6月15日  | 「睡」星   |
| 08   | 6月16日  | 尋「睡」記 |
| 09   | 6月22日  | 夢境成真   |
| 10   | 6月23日  | 你信咩教？ |

## 外部連結
- 無綫電視節目網頁 - 好睡好起 （页面存档备份，存于）
- 豆瓣电影上《好睡好起》的資料 （简体中文）